# Olivier Myny
Olivier Myny (Zwevegem, 10 novembre 1994) è un calciatore belga, centrocampista del Lokeren-Temse.

## Caratteristiche tecniche
Ala destra molto veloce e con un buon senso del gol, può essere impiegato anche da centravanti.

## Carriera
Cresciuto nel settore giovanile dello Zulte Waregem, nel 2014 firma il primo contratto professionistico con il Roeselare. Dopo un'ottima stagione, conclusa con 11 reti, l'8 giugno 2015 viene acquistato dal Waasland-Beveren. Il 31 maggio 2018 passa all'OH Lovanio.

## Statistiche

### Presenze e reti nei club
Statistiche aggiornate al 30 giugno 2018.
| Stagione                | Squadra                 | Campionato              | Campionato | Campionato | Coppe nazionali | Coppe nazionali | Coppe nazionali | Coppe continentali | Coppe continentali | Coppe continentali | Altre coppe | Altre coppe | Altre coppe | Totale | Totale | Totale |
| Stagione                | Squadra                 | Comp                    | Pres       | Reti       | Comp            | Pres            | Reti            | Comp               | Pres               | Reti               | Comp        | Pres        | Reti        | Pres   | Reti   |        |
| ----------------------- | ----------------------- | ----------------------- | ---------- | ---------- | --------------- | --------------- | --------------- | ------------------ | ------------------ | ------------------ | ----------- | ----------- | ----------- | ------ | ------ | ------ |
| 2014-2015               | Roeselare               | D2                      | 29         | 11         | CB              | 0               | 0               | -                  | -                  | -                  | -           | -           | -           | 29     | 11     |        |
| 2015-2016               | Waasland-Beveren        | D1                      | 28+4       | 3          | CB              | 2               | 0               | -                  | -                  | -                  | -           | -           | -           | 34     | 3      |        |
| 2016-2017               | Waasland-Beveren        | D1                      | 23+3       | 4          | CB              | 2               | 0               | -                  | -                  | -                  | -           | -           | -           | 28     | 4      |        |
| 2017-2018               | Waasland-Beveren        | D1                      | 19+9       | 1          | CB              | 2               | 1               | -                  | -                  | -                  | -           | -           | -           | 30     | 2      |        |
| Totale Waasland-Beveren | Totale Waasland-Beveren | Totale Waasland-Beveren | 86         | 8          |                 | 6               | 1               |                    | -                  | -                  |             | -           | -           | 92     | 9      |        |
| Totale carriera         | Totale carriera         | Totale carriera         | 115        | 19         |                 | 6               | 1               |                    | -                  | -                  |             | -           | -           | 121    | 20     |        |